# Jakobsenknatten
Jakobsenknatten är en kulle i Antarktis. Den ligger i Östantarktis. Norge gör anspråk på området. Toppen på Jakobsenknatten är 1 938 meter över havet.
Terrängen runt Jakobsenknatten är kuperad åt sydost, men åt nordväst är den platt. Trakten är obefolkad. Det finns inga samhällen i närheten. 